# Бартоли, Вальтер
Вальтер Бартоли (фр. Walter Bartoli) — французский врач-терапевт и теннисный тренер-любитель. Был тренером своей дочери Марион Бартоли, но в июле 2013 года Марион и Вальтер приняли решение прекратить сотрудничество.

## Общая информация
Вальтер увлекался теннисом на любительском уровне, но на профессиональный уровень так и не вышел. Свою любовь к этому виду спорта он перенёс на дочь, из которой вырастил одну из сильнейших теннисисток мира начала XXI века. Также увлечением француза являются шахматы.
В обычной жизни Вальтер получил медицинское образование и длительное время работал врачом-терапевтом при собственной медицинской практике. Со временем, когда попытки вырастить из дочери профессиональную теннисистку стали требовать всё больших финансовых возможностей, практика была продана.

 Я всегда предостерегаю людей, которые хотят пуститься в эту авантюру и стать наставниками для своих детей. Речь идёт о деле, которое требует участия специалистов и становиться тренером только потому, что это твоя дочь или сын — большая глупость. Занятие это увлекающее и всеохватывающее: тренировки, сеансы с психологом, работа над физическим состоянием, причём это не просто нагрузки для развития мышц и выносливости, а, в первую очередь, предупреждение возникновения травм. Соответственно, необходимо уметь обеспечить уход за спортсменом в случае каких-либо повреждений и разработать комплекс восстановительных процедур. Не буду хвастаться, но я думаю, что трудно заниматься всем этим сразу, если у вас нет медицинского образования, как у меня. По-моему, та часть, которая связана непосредственно с должностью тренера, самая простая из всех и требует меньше всего знаний. Особенно следует отметить психологическую подготовку, здесь недостаточно отношений "отец — дочь", чтобы решать возникающие проблемы. Нужно уметь бороться с часто возникающими в спорте ощущениями безысходности, отсутствия прогресса, неудовлетворённости результатами. Эти ощущения могут возникать, если изначально план работы спортсмена построен неверно. Поэтому без знаний в области психологии никак не обойтись. — Спасибо мама, спасибо папа!, Sports.ru

## Критика
Влияние Вальтера на свою дочь таково, что ФФТ, не желая присутствия француза при национальной команде, длительное время не может привлечь Марион в сборную (по правилам ФФТ, личный тренер теннисистки не может сопровождать теннисистку на матчах Кубка Федерации). Трения между сторонами настолько велики, что вопрос с участием Марион в Кубке Федерации не решается и на некоторое время, чтобы Марион смогла выполнить формальное требование отыграть нужное число матчей в турнире, чтобы иметь возможность попасть на Олимпиаду. Также в проигрыше оказывается и федерация — после завершения карьеры Эмили Луа, Натали Деши и Амели Моресмо. а также из-за крайней нестабильности Ализе Корне, Виржини Раззано и Араван Резаи Марион, фактически, являлась единственной претенденткой на олимпийскую медаль от Франции, а также вполне могла бы помочь держать национальную команду в одной из мировых групп турнира (без неё сборная несколько раз балансировала на грани вылета в региональную зону).